# Cristal, Brazilia
Cristal este un oraș în Rio Grande do Sul (RS), Brazilia.